# Carlos Mauricio Espínola
Carlos Mauricio Espínola, anomenat "Camau", (Corrientes, Argentina 1971) és un regatista argentí, guanyador de quatre medalles olímpiques.

## Biografia
Va néixer el 5 d'octubre de 1971 a la ciutat de Corrientes, població situada a la província del mateix nom.

## Carrera esportiva
Va iniciar la pràctica de la vela al Club Náutico de La Totora. Va participar, als 20 anys, en els Jocs Olímpics d'Estiu de 1992 celebrats a Barcelona (Espanya), on va finalitzar vint-i-quatrè en la prova masculina de windsurf. En els Jocs Olímpics d'Estiu de 1996 realitzats a Atlanta (Estats Units) aconseguí guanyar la medalla de plata en la prova masculina de windsurf en la classe Mistral, metall que repetí en els Jocs Olímpics d'Estiu del 2000 realitzats a Sydney (Austràlia). En els Jocs Olímpics d'Estiu de 2004 realitzats a Atenes (Grècia) es passà a la classe Tornado al costat de Santiago Lange, amb el qual aconseguí la medalla de bronze, un metall que va repetir en els Jocs Olímpics d'Estiu de 2008 realitzats a Pequín (Xina).
Al llarg de la seva carrera ha aconseguit 4 medalles en el Campionat del Món de vela, destacant la medalla d'or aconseguida el 2004 en classe Tornado. En els Jocs Panamericans ha aconseguit guanyar dues medalles.

## Carrera política
El 2009 fou escollit intendent de la ciutat de Corrientes com a candidat del Partit Justicialista.